# WWC Universal Heavyweight Championship
El Campeonato Universal Peso Pesado de la WWC (WWC Universal Heavyweight Championship por su nombre original en inglés) es un campeonato mundial de lucha libre profesional creado y utilizado por la compañía de lucha libre puertorriqueña World Wrestling Council. Actualmente es el campeonato de mayor tradición e importancia dentro de la empresa, así como el más antiguo. También es el más prestigioso de la lucha libre en Puerto Rico, pese a no tener reconocimiento como campeonato mundial por parte de Pro Wrestling Illustrated (PWI), la más prestigiosa revista especializada de lucha libre en el mundo. El campeón actual es Ray González, quien es el primero en ostentarlo en 4 décadas distintas.

## Historia
El Campeonato Universal Peso Pesado de la WWC fue el primero introducido como Campeonato Mundial Peso Pesado de la WWC, cuando fue ganado por Abdullah the Butcher, luego de haber ganado un "torneo" que tomó lugar en Japón. El torneo fue parte de una storyline y fue usado para relacionar a Abdullah con la All Japan Pro Wrestling. Tres días después, Carlos Colón se convirtió en el primer campeón local en ganar el campeonato. Durante el primer año del campeonato, Colón pudo defender el campeonato con éxito ante varios luchadores internacionales, y solo perdiéndolo a causa de un angle.
Durante diciembre de 1983, la Capitol Sports Promotions le daría un angle entre Ric Flair y Carlos Colón. Al momento en el que el feudo cuando Colón era el entonces Campeón Mundial Peso Pesado de la WWC y Flair era el entonces Campeón Mundial Peso Pesado de la NWA. El angle incluyó un promo en donde Flair criticaba al Campeonato Capitol, clamando que él era "un verdadero campeón mundial". Se pactó una lucha para el 18 de diciembre de 1983, en donde ambos compitieron en un evento realizado en Bayamón, Puerto Rico. La lucha determinaría al "campeón indiscutido del Universo", siendo el combate realizado en una Steel Cage Match. Flair perdió la lucha y Colón fue declarado como el "campeón indiscutido del Universo"", en el proceso el campeonato fue renombrado a Campeonato Universal Peso Pesado de la WWC. El 17 de febrero de 1985, marcó la primera vez en que el campeonato cambiaba de manos en un lugar que no fuera Puerto Rico, cuando Dory Funk, Jr. lo ganó. Luego de que la revancha terminara en un empate, el título fue retenido por primera vez desde su fundación. Luego de que Colón derrotara a Flair, comenzaría a ganar luchas alargando un gran invicto; hasta que Funk se lesionara durante una lucha. Dejando el título vacante por primera vez.
Posteriormente, se realizó un torneo para determinar al nuevo campeón, ganando Carlos Colón por quinta vez. Luego de su victoria, inició un feudo con Hercules Ayala perdiendo el título. Esto dejó una gran cantidad de luchas como revanchas, en donde ambos se quitarían el campeonato en varias oportunidades. Steve Strong fue el siguiente campeón, luego de ingresar a la empresa y de ganar el título con un gimmick de un "satanico heel". Ambos luchadores se quitarían el campeonato en varias oportunidades hasta que volviera a ganarlo Carlos Colón (siendo su décimo reinado) quien lo retuvo hasta el 17 de diciembre de 1989, cuando lo perdió ante Leo Burke.
Luego, Burke entraría en un feudo con Juan Rivera quien era relacionado con "TNT". Ambos luchadores se envolvieron en un feudo tras esto. Rivera ganó el campeonato el 9 de febrero de 1990, finalmente perdiéndolo ante Abdullah the Butcher, quien lo perdería ante Colón. El título cambió de manos en varias ocasiones en 1991, tomando parte los feudos entre Colón, Greg Valentine y Dino Bravo.
El 1 de agosto de 1993, Colón anunció que se retiraría, dejando el campeonato vacante. Se confirmó un campeonato para declarar a un nuevo campeón. El 8 de agosto de 1993, se reveló la final del torneo en el que Greg Valentine derrotaría a Invader #1 convirtiéndose en el nuevo campeón, iniciándose un feudo entre ambos. El 24 de abril de 1994, Invader se enfrentaría a Valentine pero fue reemplazado por Ray González debido a una "lesión". González ganaría la lucha en un resultado inesperado, convirtiéndose además en el campeón más joven de la historia del título. Sin embargo, Gonález perdería el título ante Dutch Mantel el 22 de junio de 1994. Esto iniciaría un feudo entre Mantel y Colón, quien ganaría el título por décima sexta vez. Al final iniciaría un feudo con Mabel, en donde ambos lograrían un reinado, en donde Colón terminaría con el feudo al derrotar a Abdullah the Butcher ganando el campeonato iniciando un feudo con Bronco, quien ganó el campeonato el 23 de marzo de 1996. A debido de esto, Colón derrotó a Bronco en una lucha de retiro vs. deportación. Colón logró retener el título, siendo retenido una vez en el proceso. El 25 de junio de 1996, Jesús Castillo, Jr. ganaría el título durante un tour por Puerto Rico. Castillo perdió el título ante Colón en el último día del tour. Colón iniciaría un feudo con El Nene y Jim Steele en donde ambos ganarían el título una ve antes de perderlo ante el mismo Colón. Posteriormente, Colón anunciaría un semi-retiro dejando nuevamente el título vacante. Se realizó un torneo para determinar al nuevo campeón, siendo González el ganador.

## Campeón actual
El actual campeón es Ray Gonzalez siendo el primero en ostentarlo en 4 diferentes décadas. 

## Lista de campeones
| Luchador              | N.º     | Fecha                    | Días | Lugar                         | Notas |
| --------------------- | ------- | ------------------------ | ---- | ----------------------------- | --- |
| Abdullah the Butcher  | 1       | 21 de julio de 1982      | 3    | San Juan, Puerto Rico         | Ver listaAbdullah fue anunciado como Campeón Mundial Peso Pesado de la WWC y posteriormente reconocido por haber derrotado a Antonio Inoki el 20 de junio en Okinawa, Japón ganando el título. |
| Carlos Colón          | 1       | 24 de julio de 1982      | 273  | San Juan, Puerto Rico         | |
| Ox Baker              | 1       | 23 de abril de 1983      | 21   | San Juan, Puerto Rico         | |
| Carlos Colón          | 2       | 14 de mayo de 1983       | 665  | San Juan, Puerto Rico         | Ver listaEl título fue renombrado a Campeonato Universal Peso Pesado de la WWC el 18 de diciembre de 1983 en Bayamón, Puerto Rico luego de que Colón derrotara al Campeón Mundial Peso Pesado de la NWA Ric Flair en una Steel Cage Match.                                                                          |
| Dory Funk, Jr.        | 1       | 27 de febrero de 1985    | 80   | Bangor, Maine, Estados Unidos | Ver listaEn un evento de la International Championship Wrestling. Esto marco la primera evz en que el campeonato de manos en un lugar que no fuera Puerto Rico. |
| Vacante               | Vacante | 18 de mayo de 1985       |      | Bayamón, Puerto Rico          | Ver listaEl título quedó vacante luego de una lucha ante Carlos Colón. |
| Carlos Colón          | 3       | 15 de junio de 1982      | 98   | San Juan, Puerto Rico         | Ver listaGanó el título ante Dory Funk, Jr. |
| Vacante               | Vacante | 21 de septiembre de 1985 |      | San Juan, Puerto Rico         | Ver listaEl título quedó vacante luego de una lucha ante Abdullah the Butcher. |
| Carlos Colón          | 4       | 19 de octubre de 1985    | 193  | Bayamón, Puerto Rico          | Ver listaGanó el título ante Abdullah the Butcher. |
| Vacante               | Vacante | 30 de abril de 1986      |      |                               | Ver listaEl título quedó vacante luego de una lesión de Colón. |
| Carlos Colón          | 5       | 21 de septiembre de 1986 | 300  | San Juan, Puerto Rico         | Ver listaDerrotó a Terry Funk en la final de un torneo. |
| Hercules Ayala        | 1       | 18 de julio de 1987      | 64   | San Juan, Puerto Rico         | |
| Carlos Colón          | 6       | 20 de septiembre de 1987 | 146  | Ponce, Puerto Rico            | |
| Hercules Ayala        | 2       | 13 de febrero de 1988    | 56   | San Juan, Puerto Rico         | |
| Carlos Colón          | 7       | 9 de abril de 1988       | 105  | Caguas, Puerto Rico           | |
| Hercules Ayala        | 3       | 23 de julio de 1988      | 32   | Arecibo, Puerto Rico          | |
| Vacante               | Vacante | 24 de agosto de 1988     |      |                               | Ver listaAyala fue despojado del título luego de atacar a la esposa de Colón. |
| Ron Garvin            | 1       | 24 de noviembre de 1988  | 18   | Carolina, Puerto Rico         | Ver listaDerrotó a Carlos Colón en la final de un torneo. |
| Carlos Colón          | 8       | 12 de diciembre de 1988  | 166  | San Juan, Puerto Rico         | |
| Steve Strong          | 1       | 27 de mayo de 1989       | 133  | Caguas, Puerto Rico           | |
| Carlos Colón          | 9       | 7 de octubre de 1989     | 21   | Bayamón, Puerto Rico          | |
| Vacante               | Vacante | 28 de octubre de 1989    |      |                               | Ver listaEl título quedó vacante luego de una lucha ante Steve Strong. |
| Carlos Colón          | 10      | 23 de noviembre de 1989  | 24   | Bayamón, Puerto Rico          | Ver listaDerrotó a Steve Strong en una revancha. |
| Leo Burke             | 1       | 17 de diciembre de 1989  | 54   | Mayagüez, Puerto Rico         | |
| TNT                   | 1       | 9 de febrero de 1990     | 43   | Caguas, Puerto Rico           | |
| Abdullah the Butcher  | 2       | 24 de marzo de 1990      | 7    | San Juan, Puerto Rico         | |
| Carlos Colón          | 11      | 31 de marzo de 1990      | 259  | San Juan, Puerto Rico         | Ver listaDerrotó a Steve Strong en una revancha. |
| Vacante               | Vacante | 15 de diciembre de 1990  |      | Bayamón, Puerto Rico          | Ver listaEl título quedó vacante luego de una lucha ante Greg Valentine. |
| Carlos Colón          | 12      | 12 de febrero de 1991    | 245  | Bayamón, Puerto Rico          | Ver listaDerrotó a Greg Valentine en una revancha. |
| Vacante               | Vacante | 5 de octubre de 1990     |      | Carolina, Puerto Rico         | Ver listaEl título quedó vacante luego de una lucha ante Dino Bravo. |
| Carlos Colón          | 13      | 2 de noviembre de 1991   | 91   | Carolina, Puerto Rico         | Ver listaDerrotó a Dino Bravo en una revancha. |
| Ron Garvin            | 2       | 1 de febrero de 1992     | 63   | Caguas, Puerto Rico           | Ver listaDerrotó a Dino Bravo en una revancha. |
| Carlos Colón          | 14      | 4 de abril de 1992       | 126  | Caguas, Puerto Rico           | |
| Invader I             | 1       | 8 de agosto de 1992      | 42   | Bayamón, Puerto Rico          | |
| Abdullah the Butcher  | 3       | 19 de septiembre de 1992 | 4    | Carolina, Puerto Rico         | |
| Invader I             | 2       | 23 de septiembre de 1992 | 17   |                               | |
| Vacante               | Vacante | 10 de octubre de 1992    |      | Ponce, Puerto Rico            | Ver listaEl título quedó vacante luego de una lucha ante Dick Murdoch. |
| Dick Murdoch          | 1       | 25 de octubre de 1992    | 34   | Bayamón, Puerto Rico          | Ver listaDerrotó a Invader I en una revancha. |
| Carlos Colón          | 15      | 28 de noviembre de 1992  | 246  | Manatí, Puerto Rico           | |
| Vacante               | Vacante | 1 de agosto de 1993      |      |                               | Ver listaDebido al retiro de Colón. |
| Greg Valentine        | 1       | 8 de agosto de 1993      | 237  | Bayamón, Puerto Rico          | Ver listaDerrotó a Invader I en la final de un torneo. |
| Ray González          | 1       | 2 de abril de 1994       | 78   | Caguas, Puerto Rico           | |
| Dutch Mantel          | 1       | 19 de junio de 1994      | 49   | Toa Alta, Puerto Rico         | |
| Carlos Colón          | 16      | 7 de agosto de 1994      | 495  | Bayamón, Puerto Rico          | |
| Vacante               | Vacante | 15 de diciembre de 1995  |      |                               | Ver listaEl título quedó vacante luego de una lucha ante Mabel. |
| Carlos Colón          | 17      | 6 de enero de 1996       | 1    | Caguas, Puerto Rico           | Ver listaDerrotó a Mabel en una revancha. |
| Mabel                 | 1       | 7 de enero de 1996       | 34   | San Germán, Puerto Rico       | |
| Abdullah the Butcher  | 4       | 10 de febrero de 1996    | 42   | Caguas, Puerto Rico           | |
| El Bronco             | 1       | 23 de marzo de 1996      | 28   | Caguas, Puerto Rico           | |
| Carlos Colón          | 18      | 20 de abril de 1996      | 35   | Caguas, Puerto Rico           | |
| Vacante               | Vacante | 25 de mayo de 1996       |      | Caguas, Puerto Rico           | Ver listaEl título quedó vacante luego de una lucha ante Mr. Hughes. |
| Carlos Colón          | 19      | 15 de junio de 1996      | 157  | Caguas, Puerto Rico           | Ver listaDerrotó a Mr. Hughes en una revancha. |
| Huracán Castillo      | 1       | 19 de octubre de 1996    | 4    | Humacao, Puerto Rico          | |
| Carlos Colón          | 20      | 23 de octubre de 1996    | 122  |                               | Ver listaGalardonado por decisión oficial. |
| El Nene               | 1       | 22 de febrero de 1997    | 15   | Ponce, Puerto Rico            | |
| Carlos Colón          | 21      | 9 de marzo de 1997       | 13   | Humacao, Puerto Rico          | Ver listaGalardonado por decisión oficial. |
| Vacante               | Vacante | 22 de marzo de 1997      |      | Yabucoa, Puerto Rico          | Ver listaEl título quedó vacante luego de una lucha ante Jim Steele. |
| Carlos Colón          | 22      | 5 de abril de 1997       | 36   | Caguas, Puerto Rico           | |
| Vacante               | Vacante | 11 de mayo de 1997       |      | Cabo Rojo, Puerto Rico        | |
| Ray González          | 2       | 13 de agosto de 1997     | 172  | Humacao, Puerto Rico          | Ver listaDerrotó a Tom Brandi en la final de un torneo. |
| Vacante               | Vacante | 1 de febrero de 1998     |      | Manatí, Puerto Rico           | Ver listaEl título quedó vacante luego de una lucha ante Fidel Sierra. |
| Ray González          | 3       | 14 de febrero de 1998    | 43   | Caguas, Puerto Rico           | Ver listaDerrotó a Fidel Sierra en una revancha. |
| El Nene               | 2       | 29 de marzo de 1998      | 41   | Gurabo, Puerto Rico           | |
| Vacante               | Vacante | 9 de mayo de 1998        |      |                               | Ver listaEl Nene fue despojado del título por utilizar un objeto no permitido. |
| Ray González          | 4       | 9 de mayo de 1998        | 84   |                               | Ver listaFue galardonado. |
| Carlos Colón          | 23      | 1 de agosto de 1998      | 1    | San Juan, Puerto Rico         | |
| Ray González          | 5       | 2 de agosto de 1998      | 116  | Mayagüez, Puerto Rico         | Ver listaDerrotó a Carlos Colón en una revancha. |
| Glamour Boy Shane     | 1       | 26 de noviembre de 1998  | 2    | Bayamón, Puerto Rico          | |
| Ray González          | 6       | 28 de noviembre de 1998  | 39   | Guaynabo, Puerto Rico         | |
| Carlos Colón          | 24      | 6 de enero de 1999       | 3    | Caguas, Puerto Rico           | |
| Vacante               | Vacante | 9 de enero de 1999       |      |                               | Ver listaCarlos Colón fue despojado del título por utilizar un objeto no permitido al utilizarlo con el árbitro del encuentro y ante Ray González. |
| Ray González          | 7       | 9 de enero de 1999       | 77   |                               | Ver listaFue galardonado. |
| Vacante               | Vacante | 27 de marzo de 1999      |      | Guaynabo, Puerto Rico         | Ver listaEl título quedó vacante luego de una lucha ante Pierroth Jr. |
| Ray González          | 8       | 3 de abril de 1999       | 1    | Guaynabo, Puerto Rico         | Ver listaDerrotó a Pierroth Jr. en una revancha. |
| Pierroth Jr.          | 1       | 4 de abril de 1999       | 13   | San Germán, Puerto Rico       | |
| Ray González          | 9       | 17 de abril de 1999      | 119  | Guaynabo, Puerto Rico         | |
| Carlos Colón          | 25      | 14 de agosto de 1999     | 91   | Caguas, Puerto Rico           | |
| Vacante               | Vacante | 13 de noviembre de 1999  |      | Naguabo, Puerto Rico          | Ver listaEl título quedó vacante luego de una lucha ante Ray González. |
| Carlos Colón          | 26      | 27 de noviembre de 1999  | 42   | Guaynabo, Puerto Rico         | |
| Ray González          | 10      | 8 de enero de 2000       | 21   | Fajardo, Puerto Rico          | |
| Carly Colón           | 1       | 29 de enero de 2000      | 21   | Carolina, Puerto Rico         | |
| Ray González          | 11      | 19 de febrero de 2000    | 148  | Carolina, Puerto Rico         | |
| Carly Colón           | 2       | 16 de julio de 2000      | 76   | Caguas, Puerto Rico           | |
| Curt Hennig           | 1       | 30 de septiembre de 2000 | 4    | Caguas, Puerto Rico           | |
| Vacante               | Vacante | 4 de octubre de 2000     |      |                               | Ver listaEl título quedó vacante luego de una lucha ante Carly Colón. |
| Carly Colón           | 3       | 25 de noviembre de 2000  | 84   | Carolina, Puerto Rico         | Ver listaDerrotó a Curt Hennig en una revancha. |
| Jerry Flynn           | 1       | 17 de febrero de 2001    | 14   | Manatí, Puerto Rico           | |
| El Bronco             | 2       | 3 de marzo de 2001       | 28   | Carolina, Puerto Rico         | |
| Ray González          | 12      | 31 de marzo de 2001      | 77   | Carolina, Puerto Rico         | |
| Vacante               | Vacante | 16 de junio de 2001      |      | Carolina, Puerto Rico         | Ver listaEl título quedó vacante luego de una lucha ante Super Gladiador. |
| Ray González          | 13      | 7 de julio de 2001       | 147  | Carolina, Puerto Rico         | Ver listaDerrotó a Super Gladiador en una revancha. |
| Carly Colón           | 4       | 1 de diciembre de 2001   | 126  | Caguas, Puerto Rico           | |
| Vacante               | Vacante | 6 de abril de 2002       |      |                               | Ver listaCarly Colón le entregó el título a Vampiro, luego de una lucha controversial entre ellos. |
| Vampiro               | 1       | 6 de abril de 2002       | 0    | Caguas, Puerto Rico           | |
| Vacante               | Vacante | 6 de abril de 2002       |      |                               | Ver listaTítulo vacante por decisión oficial. |
| Carly Colón           | 5       | 13 de abril de 2002      | 203  | Fajardo, Puerto Rico          | Ver listaDerrotó a Vampiro ganando el título. |
| Konnan                | 1       | 2 de noviembre de 2002   | 21   | San Sebastián, Puerto Rico    | |
| Carly Colón           | 6       | 23 de noviembre de 2002  | 49   | Las Piedras, Puerto Rico      | |
| Chicky Starr          | 1       | 11 de enero de 2003      | 21   | Morovis, Puerto Rico          | |
| Carly Colón           | 7       | 1 de febrero de 2003     | 42   | Humacao, Puerto Rico          | |
| Sabu                  | 1       | 15 de marzo de 2003      | 77   | Carolina, Puerto Rico         | |
| Carly Colón           | 8       | 31 de mayo de 2003       | 7    | Carolina, Puerto Rico         | |
| Vacante               | Vacante | 7 de junio de 2003       |      | Cayey, Puerto Rico            | Ver listaEl título quedó vacante luego de una lucha ante El Bronco. |
| Carly Colón           | 9       | 14 de junio de 2003      | 13   | Cataño, Puerto Rico           | Ver listaDerrotó a El Bronco en una revancha. |
| Vacante               | Vacante | 27 de junio de 2003      |      |                               | Ver listaEl título quedó vacante luego de que Carly Colón firmara contrato con el territorio de desarrollo de la World Wrestling Entertainment, la Ohio Valley Wrestling. |
| Lightning             | 1       | 18 de julio de 2003      | 57   | Guayama, Puerto Rico          | Ver listaDerrotó a Eddie Colón en la final de un torneo. |
| El Diamante           | 1       | 13 de septiembre de 2003 | 98   | Yabucoa, Puerto Rico          | |
| Carly Colón           | 10      | 20 de diciembre de 2003  | 14   | Caguas, Puerto Rico           | |
| Abdullah the Butcher  | 5       | 3 de enero de 2004       | 252  | Bayamón, Puerto Rico          | |
| Vacante               | Vacante | 11 de septiembre de 2004 |      |                               | |
| El Bronco             | 3       | 25 de septiembre de 2004 | 42   | Carolina, Puerto Rico         | Ver listaDerrotó a Huracán Castillo en la final de un torneo. |
| Eddie Colón           | 1       | 6 de noviembre de 2004   | 35   | Guaynabo, Puerto Rico         | |
| Vacante               | Vacante | 11 de diciembre de 2004  |      | Caguas, Puerto Rico           | |
| Eddie Colón           | 2       | 6 de enero de 2005       | 142  | Caguas, Puerto Rico           | Ver listaDerrotó a Titus para ganar el título vacante. |
| El Diamante           | 2       | 28 de mayo de 2005       | 49   | Gurabo, Puerto Rico           | |
| Eddie Colón           | 3       | 16 de julio de 2005      | 55   | Bayamón, Puerto Rico          | |
| Vacante               | Vacante | 9 de septiembre de 2005  |      | Manatí, Puerto Rico           | |
| La Amenaza Bryan      | 1       | 11 de septiembre de 2005 | 56   | Sabana Grande, Puerto Rico    | |
| Glamour Boy Shane     | 2       | 6 de noviembre de 2005   | 90   | Mayagüez, Puerto Rico         | |
| La Amenaza Bryan      | 2       | 4 de febrero de 2006     | 49   | Bayamón, Puerto Rico          | |
| Lance Hoyt            | 1       | 25 de marzo de 2006      | 0    | Carolina, Puerto Rico         | |
| Black Pain            | 1       | 25 de marzo de 2006      | 140  | Carolina, Puerto Rico         | |
| La Amenaza Bryan      | 3       | 12 de agosto de 2006     | 39   | Bayamón, Puerto Rico          | |
| Vacante               | Vacante | 20 de septiembre de 2006 |      |                               | Ver listaLa Amenaza Bryan fue despojado del título por asuntos de pago y por diferencias creativas. |
| Abbad                 | 1       | 30 de septiembre de 2006 | 28   | Bayamón, Puerto Rico          | Ver listaGanó la final de un torneo ganando el título vacante. |
| Jon Heidenreich       | 1       | 28 de octubre de 2006    | 49   | Bayamón, Puerto Rico          | |
| Carlito*              | 11      | 16 de diciembre de 2006  | 0    | Bayamón, Puerto Rico          | Ver listaAntes conocido por Carly Colón. |
| Jon Heidenreich       | 2       | 16 de diciembre de 2006  | 21   | Bayamón, Puerto Rico          | Ver listaCarlito fue despojado del título debido a sus compromisos con la WWE. |
| Eddie Colón           | 4       | 6 de enero de 2007       | 70   | Bayamón, Puerto Rico          | |
| Alofa The Samoan Tank | 1       | 17 de marzo de 2007      | 56   | Bayamón, Puerto Rico          | |
| Apollo                | 1       | 12 de mayo de 2007       | 7    | Bayamón, Puerto Rico          | |
| Eddie Colón           | 5       | 19 de mayo de 2007       | 22   | Manatí, Puerto Rico           | Ver listaColón participó en una Battle Royal en donde Apollo defendía su campeonato. |
| Apollo                | 2       | 10 de junio de 2007      | 34   | Yauco, Puerto Rico            | |
| Razor Ramon           | 1       | 14 de julio de 2007      | 154  | Mayagüez, Puerto Rico         | Ver listaGanó en una Triple Threat Match incluyendo a Carlito y Apollo. |
| Biggie Size           | 1†      | 15 de diciembre de 2007  | 14   | Caguas, Puerto Rico           | Ver listaGanó el título por abandono luego de que Scott Hall no apareciera, y que Biggie Size venciera a Moddy Melendez. Originalmente la WWC reconoció este reinado pero luego este reconocimiento fue rechazado.                                                                                                  |
| Vacante               | Vacante | 29 de diciembre de 2007  |      |                               | Ver listaFue anunciado durante un espacio de un programa de televisión, la decisión no fue oficialmente anunciada por la compañía y el título se conservó en custodia. |
| Blitz                 | 1†      | 6 de enero de 2008       | 4    | Bayamón, Puerto Rico          | Ver listaBlitz derrotó a Biggie Size en una lucha de unificación y se convirtió en el primer Campeón Indiscutido Mundial de Peso Pesado de la IWA en Puerto Rico, siendo reconocido por la NWA pero no por la WWC ya que la unificación siempre se refirió al IWA Heavyweight & Capitol Heavyweight Championships'. |
| Noriega               | 1       | 19 de julio de 2008      | 37   | San Juan, Puerto Rico         | Ver listaDerrotó a Orlando Colón en la final de un torneo. |
| Vacante               | Vacante | 25 de agosto de 2008     |      |                               | Ver listaEl título quedó vacante luego de que Noriega abandonara la empresa. |
| Ray González          | 14      | 1 de septiembre de 2008  | 140  | Bayamón, Puerto Rico          | Ver listaDerrotó a Shane ganando el campeonato. |
| Steve Corino          | 1       | 8 de febrero de 2009     | 153  | Naguabo, Puerto Rico          | |
| BJ                    | 1       | 11 de julio de 2009      | 35   | Bayamón, Puerto Rico          | |
| Vacante               | Vacante | 15 de agosto de 2009     |      | Bayamón, Puerto Rico          | |
| Noriega               | 2       | 26 de septiembre de 2009 | 1    | Bayamón, Puerto Rico          | |
| Glamour Boy Shane     | 3       | 27 de septiembre de 2009 | 62   | Aguadilla, Puerto Rico        | Ver listaDerrotó a BJ, Noriega y Orlando Colón. |
| Noriega               | 3       | 28 de noviembre de 2009  | 49   | Bayamón, Puerto Rico          | |
| BJ                    | 2       | 16 de enero de 2010      | 56   | San Juan, Puerto Rico         | |
| Ray González          | 15      | 13 de marzo de 2010      | 42   | Caguas, Puerto Rico           | |
| Scott Steiner         | 1       | 24 de abril de 2010      | 35   | Bayamón, Puerto Rico          | |
| Vacante               | Vacante | 29 de mayo de 2010       |      | Bayamón, Puerto Rico          | Ver listaEl título quedó vacante luego de una lucha entre Steiner y Ray González el cual terminó sin resultado. |
| Ray González          | 16      | 11 de julio de 2010      | 20   | Bayamón, Puerto Rico          | Ver listaDerrotó a Scott Steiner en una revancha con Ricky Banderas como árbitro. |
| Shelton Benjamin      | 1       | 31 de julio de 2010      | 119  | Bayamón, Puerto Rico          | |
| Carly Colón*          | 12      | 27 de noviembre de 2010  | 42   | Bayamón, Puerto Rico          | Ver listaAntes conocido por Carlito. |
| Ricky Banderas        | 1       | 8 de enero de 2011       | 105  | Bayamón, Puerto Rico          | |
| Vacante               | Vacante | 23 de abril de 2011      |      |                               | Ver listaEl título quedó vacante cuando Banderas abandonó la empresa. |
| Steve Corino          | 2       | 23 de abril de 2011      | 42   | Bayamón, Puerto Rico          | Ver listaDerrotó a Carlito, Shane the Glamour Boy y a Gilbert en un gauntlet match ganando el campeonato. |
| Carly Colón           | 13      | 4 de junio de 2011       | 274  | Caguas, Puerto Rico           | |
| Gilbert               | 1       | 4 de marzo de 2012       | 118  | Bayamón, Puerto Rico          | |
| Apollo                | 3       | 30 de junio de 2012      | 70   | Bayamón, Puerto Rico          | |
| Andy Leavine          | 1       | 8 de septiembre de 2012  | 50   | Bayamón, Puerto Rico          | Ver listaDerrotó a Apolo y Gilbert. |
| Ray González          | 17      | 8 de octubre de 2012     | 126  | Bayamón, Puerto Rico          | |
| Super Fénix*          | 2       | 3 de marzo de 2013       | 55   | Bayamón, Puerto Rico          | Ver listaEsta lucha fue un Hair vs. Title Match. Antes conocido por Gilbert. |
| Ray González          | 18      | 27 de marzo de 2013      | 45   | Bayamón, Puerto Rico          | |
| Chris Angel           | 1       | 11 de mayo de 2013       | 189  | Cataño, Puerto Rico           | |
| TNT                   | 2       | 16 de noviembre de 2013  | 27   | Bayamón, Puerto Rico          | |
| The Mighty Ursus      | 1       | 15 de diciembre de 2013  | 34   | Bayamón, Puerto Rico          | Ver listaGanó el título en una Triple Threat Match la cual incluyó a TNT y Chris Angel. |
| TNT                   | 3       | 19 de enero de 2014      | 48   | Bayamón, Puerto Rico          | |
| Ray González          | 19      | 8 de marzo de 2014       | 133  | Bayamón, Puerto Rico          | |
| The Mighty Ursus      | 2       | 19 de julio de 2014      | 140  | Bayamón, Puerto Rico          | |
| Carly Colón           | 14      | 6 de diciembre de 2014   | 29   | Bayamón, Puerto Rico          | |
| Ray González          | 20      | 4 de enero de 2015       | 17   | Mayagüez, Puerto Rico         | |
| Vacante               | Vacante | 17 de enero de 2015      |      |                               | Ver listaEl título quedó vacante por una controversia cuando González ganó el título. |
| Carly Colón           | 15      | 24 de enero de 2015      | 70   | Bayamón, Puerto Rico          | Ver listaDerrotó a Mighty Ursus y Ray González en una Triple Threat Steel Cage Match. |
| Chicano               | 1       | 4 de abril de 2015       | 119  | Bayamón, Puerto Rico          | |
| Mr. 450               | 1       | 1 de agosto de 2015      | 218  | Bayamón, Puerto Rico          | Ver listaDerrotó a Chicano en un death steel cage match. |
| Carlito*              | 16      | 6 de marzo de 2016       | 196  | Bayamón, Puerto Rico          | Ver listaAntes conocido como Carly Colón. |
| Vacante               | Vacante | 14 de septiembre de 2016 |      | Bayamón, Puerto Rico          | |
| Carlito*              | 17      | 18 de septiembre de 2016 | 76   |                               | |
| Vacante               | Vacante | 3 de diciembre de 2016   |      |                               | |
| Mr. 450               | 2       | 15 de abril de 2017      | 1    | Bayamón, Puerto Rico          | |
| Thunder               | 1       | 16 de abril de 2017      | 41   | Arecibo, Puerto Rico          | |
| Ray González          | 21      | 27 de mayo de 2017       | 323  | Bayamón, Puerto Rico          | |
| Vacante               | Vacante | 15 de abril de 2018      |      | Dorado, Puerto Rico           | Ver listaVictor Jovica anunció que el campeonato queda vacante luego de que Ray González perdiera un combate en parejas. |
| Mighty Ursus          | 3       | 29 de abril de 2018      | 129  | Dorado, Puerto Rico           | Ver listaDerrotó a Thunder por el campeonato vacante. |
| Xavant                | 1       | 5 de septiembre de 2018  | 206  | Guaynabo, Puerto Rico         | |
| Gilbert               | 3       | 30 de marzo de 2019      | 140  | Morovis, Puerto Rico          | |
| Orlando Colón         | 1       | 17 de agosto de 2019     | 553  | Guaynabo, Puerto Rico         | |
| Gilbert               | 4       | 20 de febrero de 2021    | 287  | San Juan, Puerto Rico         | Ver listaDerrotó a Orlando Colón en un combate TLC con el cinturón a 6 metros de altura y con intervención de Cinta de Oro. |
| Carlos Calderón       | 1       | 4 de diciembre de 2021   | 119  | Ponce, Puerto Rico            | |
| Xavant                | 2       | 2 de abril de 2022       | 124  | Manatí, Puerto Rico           | Ver listaGanó una caída en un combate de 2 caídas por los campeonatos unificados pero pierde el campeonato de Puerto Rico en la otra caída. |
| Intelecto 5 Estrellas | 1       | 6 de agosto de 2022      | 532  | Bayamón, Puerto Rico          | |
| Chris Adonis          | 1       | 20 de enero de 2024      | 112  | Bayamón, Puerto Rico          | |
| Intelecto 5 Estrellas | 2       | 11 de mayo de 2024       | 112  | Bayamón, Puerto Rico          | |
| Ray González          | 23      | 31 de agosto de 2024     | 302+ | Bayamón, Puerto Rico          | |

## Total de días con el título

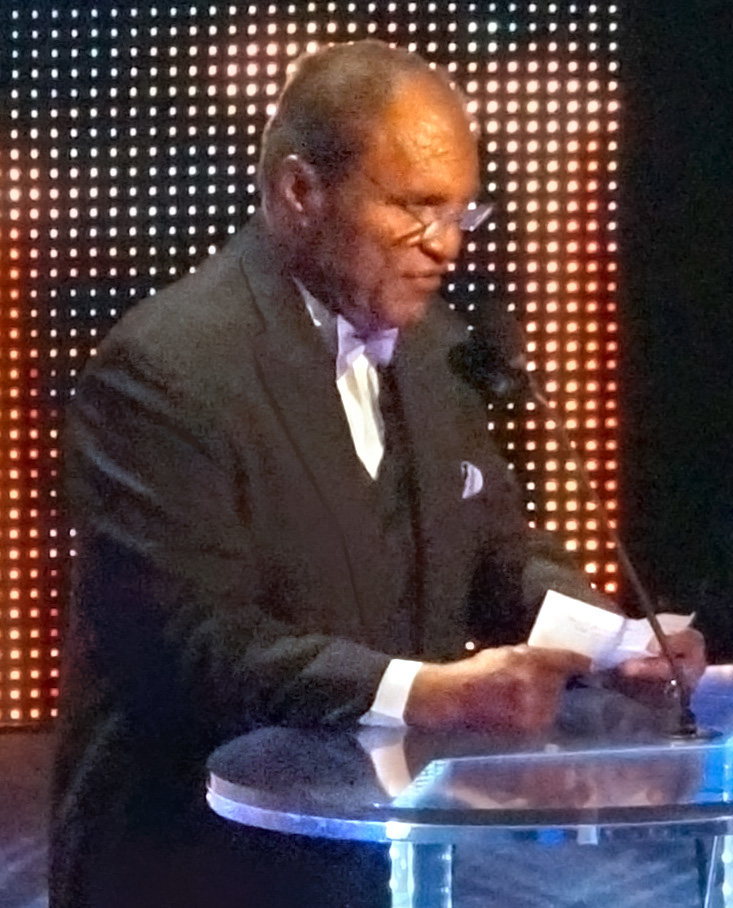
Carlos Colón posee el récord de reinados con 26 y el récord de días acumulativos como campeón.

|   | Indica el campeón actual                     |
| / | Indica a un campeón no reconocido por la WWC |

| N.º | Campeón               | Reinados | Total de días |
| --- | --------------------- | -------- | ------------- |
| 1   | Carlos Colón          | 26       | 3945          |
| 2   | Ray González          | 23       | 2265+         |
| 3   | Carly Colón/Carlito   | 17       | 1340          |
| 4   | Intelecto 5 Estrellas | 2        | 644           |
| 5   | Orlando Colón         | 1        | 553           |
| 6   | Gilbert/Super Fénix   | 4        | 429           |
| 7   | The Mighty Ursus      | 3        | 347           |
| 8   | Xavant                | 2        | 330           |
| 9   | Eddie Colón           | 5        | 324           |
| 10  | Abdullah the Butcher  | 5        | 308           |
| 11  | Greg Valentine        | 1        | 237           |
| 12  | Mr. 450               | 2        | 219           |
| 13  | Steve Corino          | 2        | 195           |
| 14  | Chris Angel           | 1        | 189           |
| 15  | Razor Ramon           | 1        | 154           |
| 15  | Glamour Boy Shane     | 3        | 154           |
| 17  | Hercules Ayala        | 3        | 152           |
| 18  | El Diamante           | 2        | 147           |
| 19  | La Amenaza Bryan      | 3        | 144           |
| 20  | Black Pain            | 1        | 140           |
| 21  | Steve Strong          | 1        | 133           |
| 23  | Shelton Benjamin      | 1        | 119           |
| 23  | Chicano               | 1        | 119           |
| 23  | Carlos Calderón       | 1        | 119           |
| 26  | TNT                   | 3        | 118           |
| 27  | Chris Adonis          | 1        | 112           |
| 28  | Apollo                | 3        | 111           |
| 29  | Ricky Banderas        | 1        | 105           |
| 30  | El Bronco             | 3        | 98            |
| 31  | BJ                    | 2        | 91            |
| 32  | Noriega               | 3        | 87            |
| 33  | Ron Garvin            | 2        | 81            |
| 34  | Dory Funk, Jr.        | 1        | 80            |
| 35  | Sabu                  | 1        | 77            |
| 36  | Jon Heidenreich       | 2        | 70            |
| 37  | Invader I             | 2        | 59            |
| 38  | Lightning             | 1        | 57            |
| 39  | El Nene               | 2        | 56            |
| 39  | Alofa The Samoan Tank | 1        | 56            |
| 41  | Leo Burke             | 1        | 54            |
| 42  | Andy Leavine          | 1        | 50            |
| 43  | Dutch Mantel          | 1        | 45            |
| 44  | Thunder               | 1        | 41            |
| 45  | Scott Steiner         | 1        | 35            |
| 46  | Dick Murdoch          | 1        | 34            |
| 46  | Mabel                 | 1        | 34            |
| 48  | Abbad                 | 1        | 28            |
| 49  | Ox Baker              | 1        | 21            |
| 49  | Konnan                | 1        | 21            |
| 49  | Chicky Starr          | 1        | 21            |
| 52  | Jerry Flynn           | 1        | 14            |
| 52  | Biggie Size           | 1        | 14            |
| 54  | Pierroth, Jr.         | 1        | 13            |
| 55  | Huracán Castillo      | 1        | 4             |
| 55  | Curt Hennig           | 1        | 4             |
| 55  | Blitz                 | 1        | 4             |
| 58  | Vampiro               | 1        | 0             |
| 58  | Lance Hoyt            | 1        | 0             |

## Mayor cantidad de reinados
- 26 veces: Carlos Colón.
- 21 veces: Ray González.
- 16 veces: Carly Colón/Carlito.
- 5 veces: Abdullah the Butcher y Eddie Colón.
- 4 veces: Gilbert/Super Fénix.
- 3 veces: Hercules Ayala, El Bronco, La Amenaza Bryan, Glamour Boy Shane, Noriega, Apollo, TNT y The Mighty Ursus.
- 2 veces: Ron Garvin, Invader I, El Nene, El Diamante, Jon Heidenreich, BJ, Steve Corino y Xavant.